# 1978-as wimbledoni teniszbajnokság
Az 1978-as wimbledoni teniszbajnokság az év harmadik Grand Slam-tornája, a wimbledoni teniszbajnokság 92. kiadása volt, amelyet június 26–július 8. között rendeztek meg. A férfiaknál a svéd Björn Borg, nőknél a cseh Martina Navratilova nyert.

## Döntők

### Férfi egyes
Björn Borg –  Jimmy Connors, 6–2, 6–2, 6–3

### Női egyes
Martina Navratilova –  Chris Evert 2–6, 6–4, 7–5

### Férfi páros
Bob Hewitt /  Frew McMillan –  John McEnroe /  Peter Fleming, 6–1, 6–4, 6–2

### Női páros
Kerry Melville Reid /  Wendy Turnbull –  Mima Jaušovec /  Virginia Ruzici, 4–6, 9–8 (10), 6–3

### Vegyes páros
Frew McMillan /  Betty Stöve –  Ray Ruffels /  Billie Jean King, 6–2, 6–2

## Juniorok

### Fiú egyéni
Ivan Lendl –  Jeff Turpin, 6–3, 6–4

### Lány egyéni
Tracy Austin –  Hana Mandlíková, 6–0, 3–6, 6–4
A junior fiúk és lányok páros versenyét csak 1982-től rendezték meg.